# Franziskaner-Brauerei

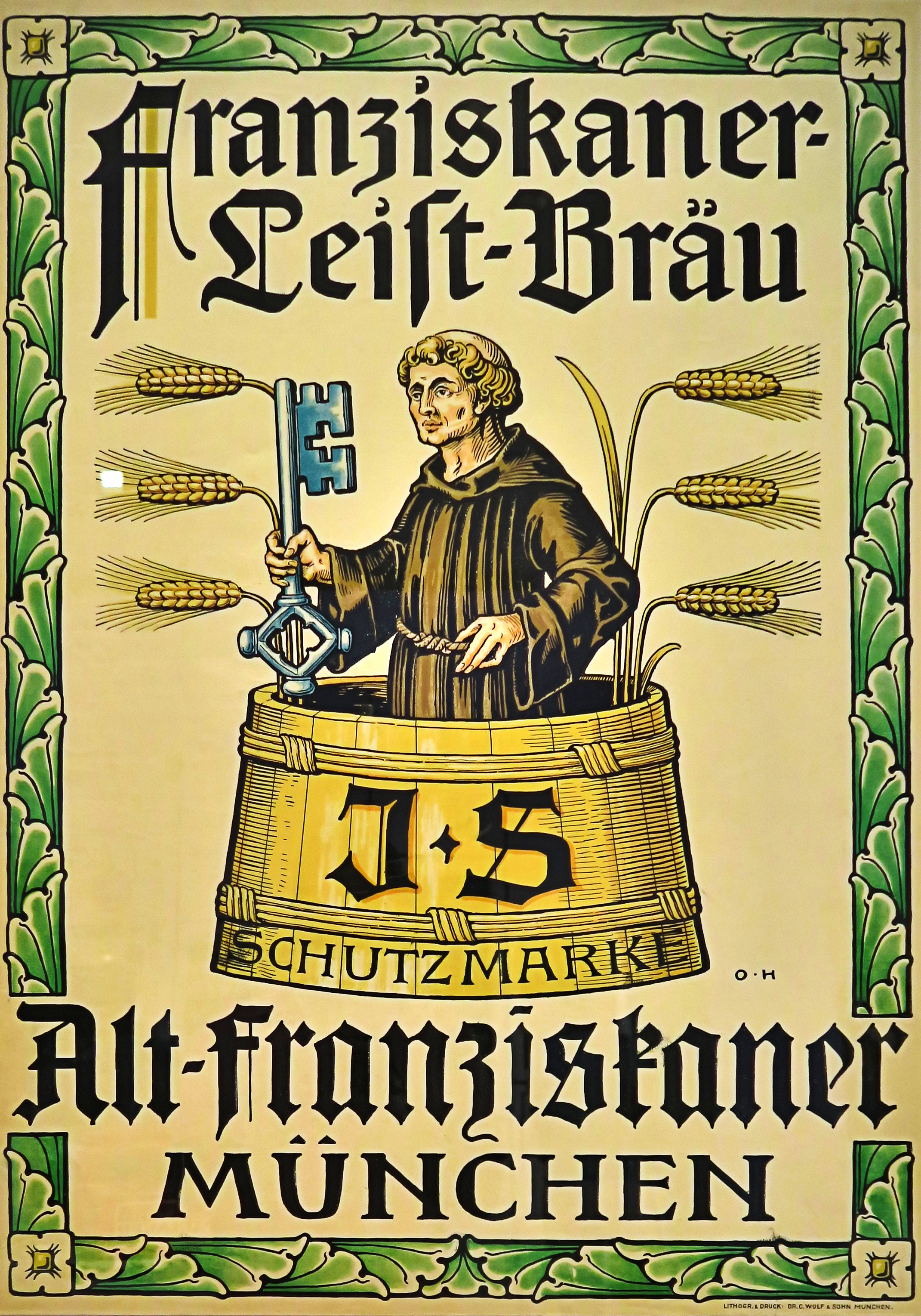
Reclameplakaat vroege 20e eeuw

De Franziskaner-Brauerei was een Duitse traditionele brouwerij in München. De brouwerij werd opgericht in 1363 en daarmee behoort de Franziskaner-Brauerei tot de oudste ondernemingen ter wereld. Het bedrijf fusioneerde in 1922 met het al evenoude Spatenbräu tot Spaten-Franziskaner-Bräu, in 1996 met Löwenbräu tot de Spaten-Löwenbräu-Gruppe, dat sedert 2003 tot het concern Anheuser-Busch InBev behoort. Franziskaner bestaat alleen als gedeponeerd handelsmerk en wordt gebrouwen in Löwenbräu in München.
Brouwer Seidel Vaterstetter startte in 1363 de "Bräustatt bey den Franziskanern" een brouwerij, op een locatie schuin tegenover een franciscanenklooster en gebruikte die referentie al van bij de start in de naamgeving. Franziskaner werd zo de oudste burgerlijke brouwerij in München, oudere brouwerijen in München en Beieren, zoals de Augustiner-Bräu werden door monniken beheerd. De brouwerij was gelegen in de buurt van de Residenz, toen nog de Neuveste genoemd in tegenstelling tot het Alten Hof.
De Franziskaner-Brauerei werd in 1841 verplaatst naar de Lilienberg in de oostelijke voorstad Au aan de rechteroever van de Isar. Joseph Sedlmayr, sinds 1842 eigenaar van de waarschijnlijk in de 15e eeuw opgestarte Leist-Brauerei en zoon van de Spatenbräu-brouwer Gabriel Sedlmayr de Oudere participeerde vanaf 1858 ook in de Franziskaner-Brauerei, en werd er in 1861 enige eigenaar nadat hij zijn zakenpartner August Deiglmayr uitkocht. Vier jaar later, in 1865, werd de brouwerij van de Leist-Brauerei in de Sendlinger Straße stopgezet en bleef er enkel productie-activiteit in de Franziskaner-Brauerei in de oostelijke buitenwijken van Au. In 1872 werd door de Franziskaner-Leist-Brauerei het amberkleurige Oktoberfestbier geïntroduceerd op het Oktoberfest. Het ging om een Märzen, een Ur-Märzen naar Weense traditie met een hoger alcoholpercentage dan de typische zomerbieren. Het bier kon op het Oktoberfest gedronken worden in de sinds 1867 deelnemende Schottenhamelzelt, de feesttent waar men het serveerde.
In 1909, onder Gabriel von Sedlmayr, werd Franziskaner omgevormd tot een familiale naamloze vennootschap. Vanaf dat jaar werd ook voor de eerste keer een frater of broeder gebruikt als merkicoon.
In 1922 fuseerden Spatenbräu en de Franziskaner-Leist-Bräu, beiden eigendom van de familie Sedlmayr, tot Gabriel-und-Joseph-Sedlmayr-Spaten-Franziskaner-Leistbräu Aktiengesellschaft.
Het Weißbier wat bij uitstek het bier is waaraan Franziskaner gelinkt wordt, dateert pas van 1964. Dat jaar produceerde de Spaten-Franziskaner-Brauerei voor de eerste maal Weißbier, dat als „Spaten Champagner Weissbier“ in de handel kwam. In 1968 werd het kristalheldere Weißbier hernoemd tot „Club-Weiße“, en pas in 1974 kreeg het de naam „Franziskaner Hefe-Weissbier“. Vanaf 1984 begon Franziskaner het product ook buiten de Beierse landsgrenzen te leveren wat de start werd van het wereldwijde succes van het product.